# Attributiv bisats
En attributiv bisats, eller ett satsattribut som det också kallas, är oftast en bestämning till ett substantiv i den överordnade konstruktionen. Om detta huvudord besitter en valens, kan bisatsen fylla en position i denna. De viktigaste bland de icke valensbundna attributiva bisatserna är s.k. relativa bisatser. En tredje typ utgörs av konstruktioner med semantiskt tomma korrelat.
Valensbundna satsattribut förekommer vid substantiv som är avledda av verb eller har motsvarande betydelse. Exempel:
Beslutet att vi skulle avbryta strejken ifrågasattes.
Frågan huruvida vi skulle fortsätta strejken eller inte dryftades länge.
Bisatsen fyller här objektspositionen till den handling (besluta resp. fråga), som uttrycks av huvudordet. Predikativ funktion realiseras vid huvudord som svårighet, problem, till exempel Problemet att vi inte kunde fastställa ursprunget var irriterande; jfr.: Problemet var att vi inte kunde fastställa ursprunget.
Relativa bisatser inleds med subjunktionen som eller med ett relativt pronomen eller adverb. Det huvudord i den överordnade satsen som dessa bindeord refererar till kallas korrelat. Exempel:
Mannen som du såg är min farbror.
Mannen, vars hatt flög av, är en släkting till mig.
Gullvivorna, av vilka man här påträffade en stor mängd, var nästan utblommade.
Katedralen, dit vi nu alla vände våra blickar, var ståtlig.
Även substantiviska pronomen kan fungera som korrelat, till exempel Den som lever får se. I sådana konstruktioner kan i en del språk korrelatet stå i den efterföljande huvudsatsen, till exempel ty. Wer einmal lügt, dem glaubt man nicht.
Ordet som kan ibland utelämnas: Mannen du såg är min farbror, allt vi sett och hört. Samma bindeord som i äkta relativbisatser används i bisatser som syftar på hela satsen eller dess predikat: Hon kom inte, vilket / något som gjorde mig förtvivlad. Typen i fråga kallas ibland "tilläggsbisats". Ett känt latinskt exempel är Quod erat demonstrandum.
Relativ bisats kan naturligtvis också förekomma vid substantiv med verbvalens, till exempel beslutet som alla godtog; i detta fall "utövar" alltså huvudordet inte sin valens.
Tomma korrelat kan ofta utelämnas. Exempel:
Den omständigheten att hon missade invigningen förvånar mig.
Alla kände tillfredsställelse över det faktum att graven var orörd.
Det att ingen saknades var glädjande.